# 巫黔郡
巫黔郡，中國古郡。原為楚地。戰國時，秦國在楚巫、黔中郡及江南地的基礎上設巫黔郡，故轄境較大。秦朝統一天下後，析出江南地，分置洞庭郡、蒼梧郡，原楚國巫郡部分劃入南郡。其轄地主要在長江三峽及黔江流域。漢初廢郡，北部劃入南郡，南部劃入洞庭並改稱武陵郡。

## 黔中郡及巫黔郡
相家巷出土秦封泥中「巫黔囗邸」和「巫黔右工」，並經學者周曉陸首先釋讀和確認。前者是巫黔郡派駐首都咸陽的辦事官署印，後者為巫黔郡的工官印。原為楚地，前280年秦攻楚黔中郡，但不久被楚國收復。前277年，秦又攻取楚國巫郡、黔中郡及江南地，設置巫黔郡。《史記·楚世家》：「（頃襄王）二十二年，秦復拔我巫、黔中郡。」《史記·秦本紀》：「昭襄王三十年，蜀守若伐楚，取巫郡及江南為黔中郡。」《水經·沅水注》：「秦昭襄王二十七年，使司馬錯以隴、蜀軍攻楚，楚割漢北與秦，至三十年，秦又取巫領及江南地以為黔中郡。」此地在秦楚之間反復拉鋸，次年楚又收復十五邑，到戰國晚期才全部為秦所有。
傳統上認為此郡名黔中郡。全祖望曰：「故楚置，昭襄王十年因之。漢之武陵，《前志》闕。寄《楚世家》、《秦本紀》、《六國年表》皆載之，不知何以班氏不及。至《續志》始補入之。考《國策》及《史記》，其時楚尚有新城郡、巫郡，秦省新城，盡併入漢中；省巫，盡併入黔中。」今從秦封泥証之，「省巫，盡併入黔中」確有其事，但黔中郡實名巫黔郡，應為楚巫郡和黔中郡之合併，可糾《史記》之一誤。或秦初名黔中郡，併楚巫郡後改稱巫黔郡。傳統上認為黔中郡（巫黔郡）轄地包括今湖南湘西之地，今里耶秦簡証明秦統一之後，分置洞庭郡，說明此地非黔中郡所轄。此外，原認為秦巫縣一帶地（即戰國楚巫郡地）在《中國歷史地圖集》中屬於秦朝南郡，今從巫黔郡名來看，也應歸屬於巫黔郡。秦代巫黔郡郡治不詳，或為沅陵。領縣可証者有沅陵、秭歸、巫縣。